# Angelik iz Kranja
Angelik iz Kranja (s pravim imenom Janez Visintin), slovenski katoliški duhovnik in  kapucinski pridigar, * 30. julij 1735, Kranj, † 20. maj 1790,  Srednja vas v Bohinju.

## Življenje in delo
Leta 1754 je vstopil v kapucinski red in bil 1759 posvečen v duhovnika. Služboval je v Škofji Loki, Krškem in Vipavskem Križu. Leta 1782 je zapustil samostan in bil župnik v Srednji vasi v Bohinju, Sori in ponovno v Srednji vasi. Bil je vnet pridigar. Pridige je tudi zapisoval. Njegovih 6 zvezkov s skupno 309 pridigami, ki so javnosti znane od 1987, hrani kapucinski samostan v Škofji Loki. 